# Johanna Aleida Nijland
Johanna Aleida Nijland (Hoorn, 28 maart 1870 - Utrecht, 12 maart 1950) was een Nederlandse literatuuronderzoeker en lerares die in 1896 de eerste vrouwelijke Nederlandse doctor in de letteren werd. Zij publiceerde onder meer biografieën van Jacobus Bellamy (1918) en Joost van den Vondel (1950).

## Levensloop

### Jeugd en opleiding
Johanna Aleida Nijland werd als laatste van drie kinderen geboren in het onderwijzersgezin van Albertus Hendrikus Nijland (1832-1894), die letterkundige en leraar was, en Harmina Antoinetta Huender (1835-1899). Toen ze zes was verwierf de vader een betrekking als leraar aan het gymnasium te Batavia. Daar volgde Nijland de lagere school en de HBS voor meisjes, waar ze als veertienjarige eindexamen deed. In 1885 keerde zij terug naar Nederland en werd een van de eerste vrouwelijke leerlingen van het Amsterdamse Gymnasium, waar zij in de derde klas instroomde en elke keer cum laude naar het volgende jaar ging. Op haar negentiende legde ze het eindexamen af en ging te Leiden letterkunde studeren. In 1893 behaalde ze haar doctoraal en werd gedurende enkele maanden onderwijzeres te Middelburg.
Op 15 januari 1896 verdedigde ze haar proefschrift Gedichten uit het Haagsche liederhandschrift, uitgegeven en toegelicht uit de middelhoogduitsche lyriek. Dit leverde haar cum laude de doctorstitel op, waarmee zij tegelijk de eerste vrouw die aan de Leidse universiteit promoveerde en de eerste Nederlandse vrouw was die de titel doctor in de letteren verwierf. De laatste stelling van haar dissertatie zinspeelde hierop: 'Het is billijk, dat der vrouw elke werkkring geopend worde, voor welke zij geschikt blijkt te zijn.'

### Loopbaan
In 1917 voltooide Nijland de biografie van Jacobus Bellamy waaraan haar vader was begonnen: Leven en werken van Jacobus Bellamy verscheen in twee delen. Het vaktijdschrift De Nieuwe Taalgids noemde de studie 'onmisbaar voor wie Bellamy wil leren kennen', zij het dat het boek te omvangrijk en kostbaar werd geacht om het grote publiek te bereiken. Nijland verzamelde een schat aan materiaal: 'in de inleiding is zij zelf aan het woord, daarna spreekt Bellamy.'
Ruim één derde eeuw was ze lerares aan meisjesscholen. Eerst aan de meisjes-HBS te Rotterdam en vanaf 1899 te Amsterdam. Vervolgens vanaf 1926 aan het nieuwe Amsterdamse Gemeentelijk Lyceum voor Meisjes.
In 1929 stopte ze vanwege haar gezondheid met lesgeven en wijdde haar tijd aan Vondel, over wie ze een biografie voorbereidde. Ook werkte ze mee aan de Vondelkroniek en onderzocht Vondels vertaling van La Gerusalemme Liberata van Torquato Tasso, welke niet gepubliceerd was. Gedurende de periode 1932-1949 woonde ze in Alkmaar en omgeving. Haar laatste maanden bracht ze door in Huis ter Heide te Zeist. Daar ontving ze twee dagen voor haar dood het eerste exemplaar van haar Vondelbiografie, Joost van den Vondel 1587-1679. Vondelkenner W.A.P. Smit kwalificeerde het werk meer als 'een uitgebreide beredeneerde bloemlezing' dan als een biografie, omdat Nijland vooral Vondel zelf aan het woord liet en haar eigen woorden beperkt bleven tot verbindende teksten tussen de citaten van Vondel. Daarnaast meent hij dat juist voor een groter publiek enige historische context en enige informatie over problemen uit de Vondelstudie niet konden ontbreken, maar daarin voorziet de biografie nauwelijks.

## Gedigitaliseerde versies van Nijland's werken
1. ↑  Gedichten uit het Haagsche liederhandschrift bij DBNL. Gearchiveerd op 5 juni 2023.
2. ↑  Bloemlezing uit Guido Gezelle's gedichten op Delpher
3. ↑  Bloemlezing uit de gedichten van Albrecht Rodenbach op Delpher
4. ↑  Bloemlezing uit de werken van Stijn Streuvels op Delpher
5. ↑  Jacques Perk (Mathilde-Iris). Een studie op Delpher
6. ↑  Verzen op Delpher
7. ↑  Leven en werken van Jacobus Bellamy (1757-1786) bij DBNL. Gearchiveerd op 6 juni 2023.
8. ↑  Uit de mystieke verzen van Guido Gezelle op Delpher
9. ↑  Uit de verzen en het proza van Jacobus Bellamy op Delpher
10. ↑  Verzen voor kinderen. Eerste deeltje op Delpher
11. ↑  Verzen voor kinderen. Tweede deeltje op Delpher
12. ↑  Verzen voor kinderen. Derde deeltje op Delpher